# ألبرت جي. ريتشاردز
ألبرت جي. ريتشاردز (بالإنجليزية: Albert G. Richards)‏ هو مصور وطبيب أسنان أمريكي، ولد في 1917، وتوفي في 2008.